# 길익선
길익선 (吉益宣, 1908년 ~?)은 만주국 협화회 계림분회의 기획부 부원으로 활동했다.

## 생애
1908년 10월에 태어났으며 평안북도 선천 출신이다. 1927년 3월 숭실중학교를 졸업했다. 1927년 4월 히로시마(廣島)고등사범학교 문과에 입학하여 1933년 3월 졸업. 1933년 10월 만주국 재정부 전매공서 지린전매서 속관에 임명되어 근무한 뒤 1939년 5월 국무원 민생부 교육사 속관으로 전임되어 근무했다. 같은 해 6월 사무관으로 승진해 민생부 교육사 양성과에서 근무했다. 1940년 7월 훈7위 경운장을 받았다. 1940년 9월 신징(新京)에 거주하는 조선인들의 친일조직인 협화회 계림분회의 기획부 부원으로 활동했다. 1943년 4월 국무원 문교부 학무사 사무관으로 전임되어 근무했으며, 1945년 3월 천임관 2등으로 승서 되었다.
해방 후, 귀국해 남조선과도정부 농무부 관방 경리과장을 지냈고, 1949년 6월 서기관으로 기획처 비서실 조사과장을, 1950년 2월 외자구매처 시장국 구미과장을 지냈다.

## 참고자료
- 친일인명사전편찬위원회 (2009). 《친일인명사전》. 225쪽.